# Municipio de Chatfield (Minnesota)
El municipio de Chatfield (en inglés: Chatfield Township) es un municipio ubicado en el condado de Fillmore en el estado estadounidense de Minnesota. En el año 2010 tenía una población de 531 habitantes y una densidad poblacional de 6,02 personas por km².

## Geografía
El municipio de Chatfield se encuentra ubicado en las coordenadas 43°48′8″N 92°8′51″O / 43.80222, -92.14750. Según la Oficina del Censo de los Estados Unidos, el municipio tiene una superficie total de 88.21 km², de la cual 88,21 km² corresponden a tierra firme y (0 %) 0 km² es agua.

## Demografía
Según el censo de 2010, había 531 personas residiendo en el municipio de Chatfield. La densidad de población era de 6,02 hab./km². De los 531 habitantes, el municipio de Chatfield estaba compuesto por el 99,06 % blancos y el 0,94 % eran de una mezcla de razas. Del total de la población el 2,26 % eran hispanos o latinos de cualquier raza.